# Escroto agudo
El término escroto agudo se utiliza para describir varios trastornos, considerados urgencias médicas que afectan el escroto (la envoltura del testículo). Se caracterizan por dolor de variable intensidad, enrojecimiento e hinchazón del escroto de aparición súbita. Las cinco patologías principales consideradas en el escroto agudo son:
- torsión testicular, es decir, torsión del cordón espermático;
- epididimitis;
- torsión del apéndice o anejos testiculares o hidátide de Morgagni;
- orquitis aguda;
- infarto testicular.

Otras causas de escroto agudo incluyen el hidrocele, varicocele, quistes epididimarios y espermatocele, traumatismos testiculares, tumores epididimarios y paratesticulares, gangrena de Fournier o pene-escrotal, edema escrotal idiopático, fiebre mediterránea familiar, púrpura de Schonlein-Henoch, tromboflebitis de la vena espermática, vaginalitis meconial, necrosis de la grasa escrotal y vasculitis gangrenosa juvenil del escroto. En ocasiones una picadura de insecto, un eccema de contacto o el eritema multiforme pueden aparentar un escroto agudo.